# HOCUS POCUS 4
「HOCUS POCUS 4」（ホーカス ポーカス フォー）は、2024年10月18日から配信されたNissyの4作目のアルバム。

## 概要
前作『HOCUS POCUS 3』から約2年ぶりとなるアルバム。
今作を引っ提げて、ソロアーティスト史上初となる2度目の6大ドームツアー『Nissy Entertainment "Re:10th Anniversary Final" BEST DOME TOUR』が開催された。
2025年7月24日にCD盤が発売予定。

## 収録曲
1. SLAVE
  - ONE OK ROCKのTakaによってプロデュースされた楽曲。
  - 今作からの先行配信楽曲であり、9月30日に配信リリースされた。その際のジャケット写真は今作の写真と同一のものを使用している。
  - 9月30日に、レコーディング時のメイキング映像およびダンスパフォーマンス映像が公開された。
  - 11月6日に、『"Fragments of the story" ～SLAVE～』としてミュージック・ビデオのショートバージョンが公開された。
2. Time To Party
  - 10月27日に、『"Fragments of the story" ～Time To Party～』としてミュージック・ビデオのショートバージョンが公開された。
3. Mr. Trouble
  - 10月30日に、ダンスパフォーマンス映像が公式TikTokにのみ公開された。
4. Rendezvous
  - 2023年7月14日に配信リリースされた楽曲。
5. I Need You
  - 2022年7月7日に配信リリースされ、9月30日にCDリリースされた楽曲。
6. When You Were Mine
  - 2023年10月20日に配信リリースされた楽曲。
  - 自身初および唯一の全編英語詞の楽曲。
7. Liar
  - 10月23日に、ダンスパフォーマンス映像が公開された。
8. Luv Your Smile
  - 11月1日に、『"Fragments of the story" ～Luv Your Smile～』としてミュージック・ビデオのショートバージョンが公開された。
9. WISH
  - 今作からの先行配信楽曲であり、10月16日に配信リリースされた。その際のジャケット写真は『SLAVE』同様、今作と同じものが使用されている。
  - 10月21日に、『"Fragments of the story" ～WISH～』としてミュージック・ビデオのショートバージョンが公開された。ゲストとして、パク・ミニョンが参加している。
10. そうしようか
  - 8月6日に配信リリースされた楽曲。
  - ソロデビュー曲『どうしようか？』のセルフオマージュ曲として制作された。
  - リリースと同日に公式TikTokにて、リリックビデオが公開された。